# Honda Varadero
La Varadero est une moto du constructeur japonais Honda. Elle existe en deux cylindrées : 125 et 1 000 cm3. Son appellation fait référence à la station balnéaire Varadero située dans les Caraibes.[réf. nécessaire]

## XL125V Varadero
La XL125V Varadero est un trail routier aux dimensions proches d'une machine de plus grosse cylindrée : ses dimensions sont très proches de la Transalp.
Meilleures ventes de la catégorie des 125 cm3 de 2001 (année de sa sortie) à 2005 et en 2007 et 2008, hors ventes de scooter,,,,,,,

### Principales qualités
Cette machine dotée d'un moteur bicylindre en V se révèle facile à conduire et maniable, contrairement à ce que pourraient laisser penser son poids important et sa hauteur de selle élevée.[réf. nécessaire]

### Principaux défauts
Les utilisateurs lui reprochent en particulier son prix élevé et l'absence de jauge de carburant.[réf. nécessaire]

### Évolutions

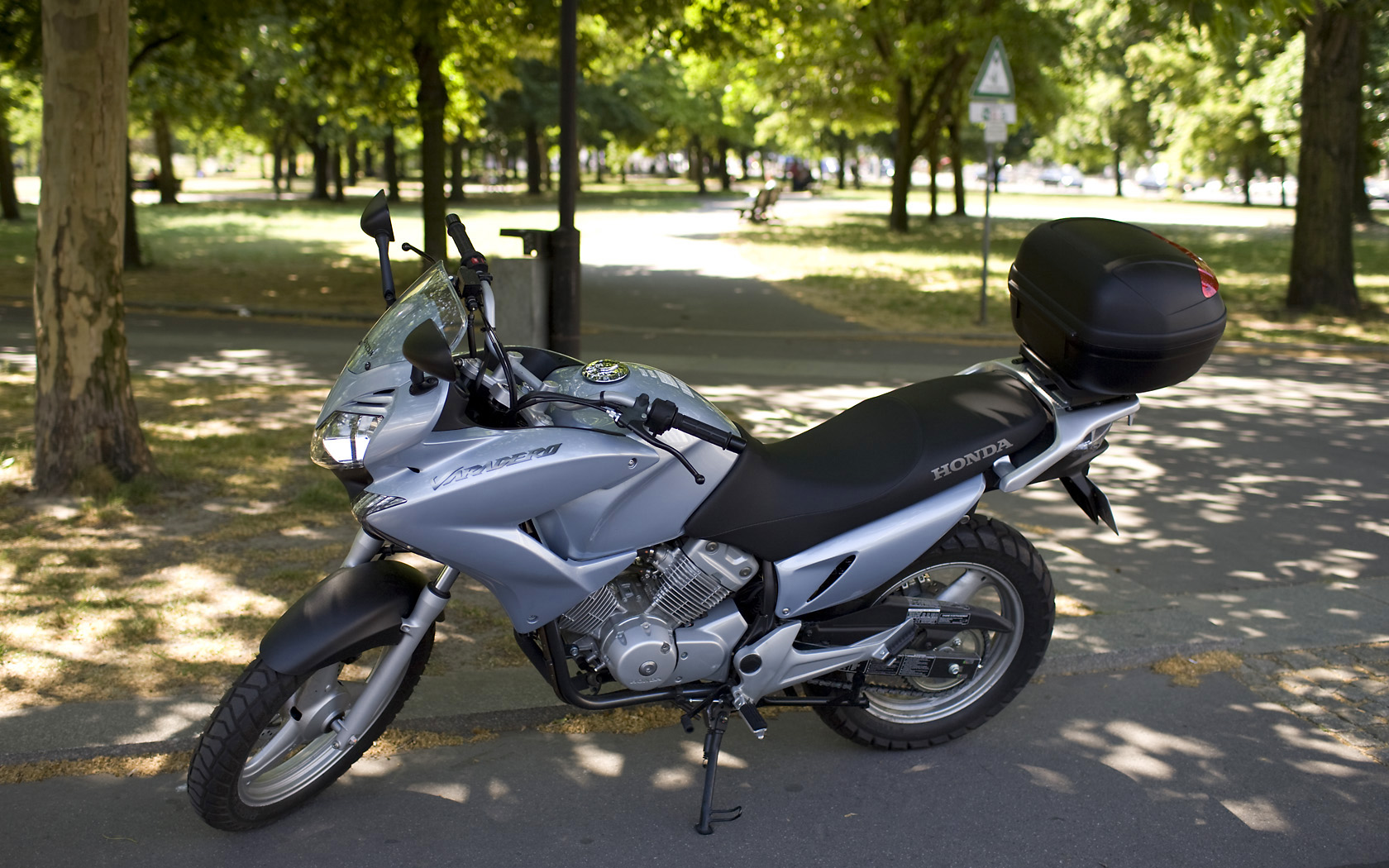
125 Varadero modèle 2007.

À partir de 2007, la Varadero reçoit une alimentation par injection électronique et une refonte esthétique. 
Il n'y a plus de robinet d'essence et un témoin de réserve fait son apparition sur le tableau de bord.
Sur le nouveau modèle, les rétroviseurs sont fixés sur le carénage (sur le guidon sur l'ancien modèle) et les cabochons de clignotants deviennent transparents.
La capacité du réservoir est ramenée à 16,8 L (la pompe à injection étant placée à l'intérieur) et le poids à sec annoncé, grimpe à 169,1 kg.
Elle est aussi équipée, à partir de cette année-là, d’un pot catalytique.
Le modèle 2010, quant à lui, reçoit un monoamortisseur, non réglable[réf. souhaitée].

### Options
De nombreuses options, proposées par le constructeur ou des accessoiristes, permettent de modifier l'esthétique ou d'améliorer l'agrément de conduite de la Varadero 125, entre autres choses :
- sabot moteur ;
- top case ;
- béquille centrale ;
- selle confort ;
- « lèche roue » (arrière) ;
- poignées chauffantes ;
- protèges-mains ;
- « bulles » diverses : hautes, fumées ;
- pots d'échappement divers (chromés, carbone…) permettant de modifier la sonorité de la moto (sans apports significatifs de puissance) ;
- prise 12 V, type allume cigare ;
- centrale clignotante pour feux de détresse.

## XL1000V Varadero
La XL1000V Varadero voit le jour en 1998. Plusieurs modèles du millésime 1999 sont rappelés à la suite d'un mauvais usinage des pignons qui entraînent la chaîne de distribution.
En 2000, l'amortisseur arrière est modifié, au profit d'un modèle plus endurant.
En 2001, apparition de l'antidémarrage « HISS », à clé codée, conçu par Honda.

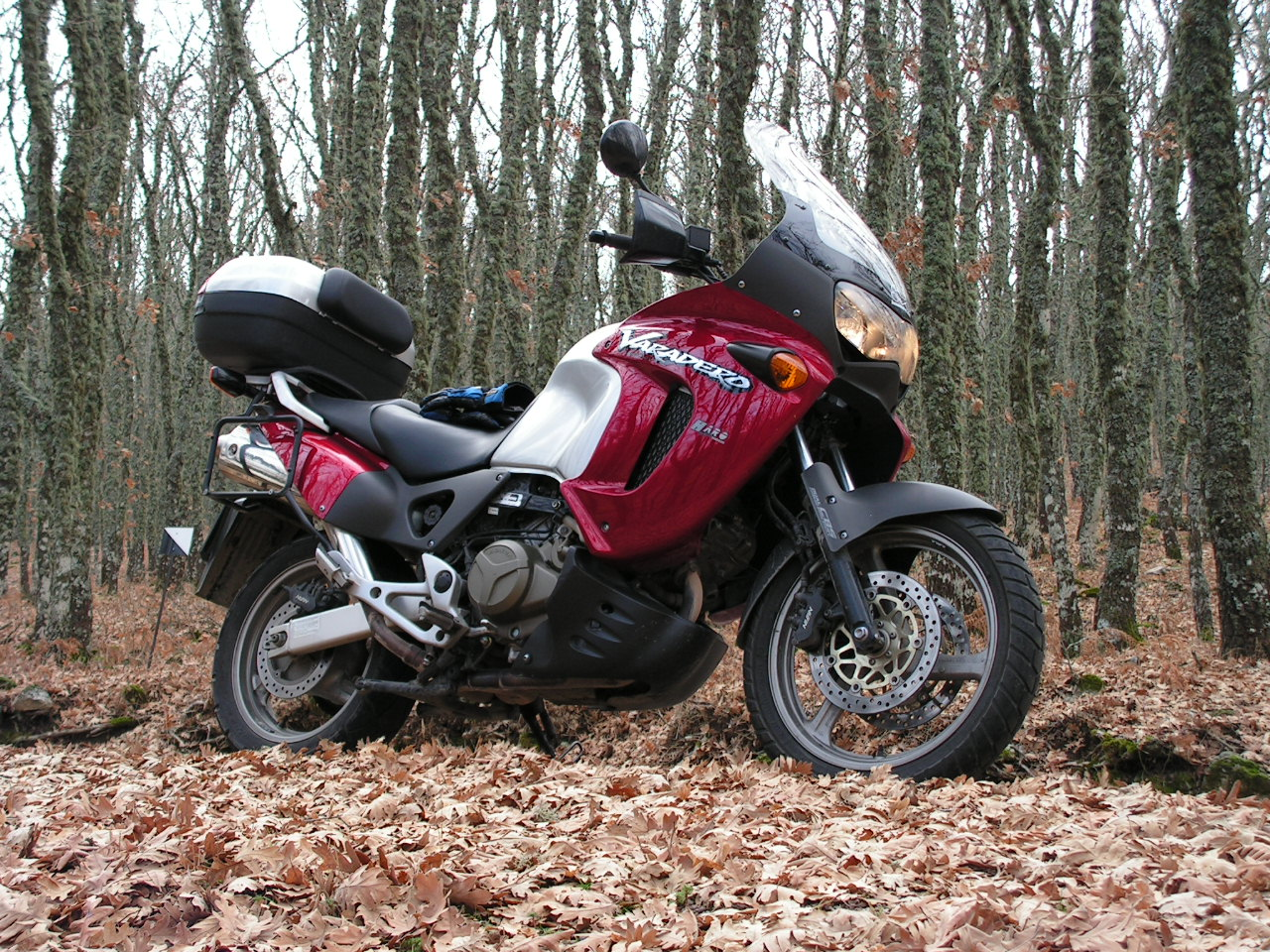
1000 Varadero modèle 2004.

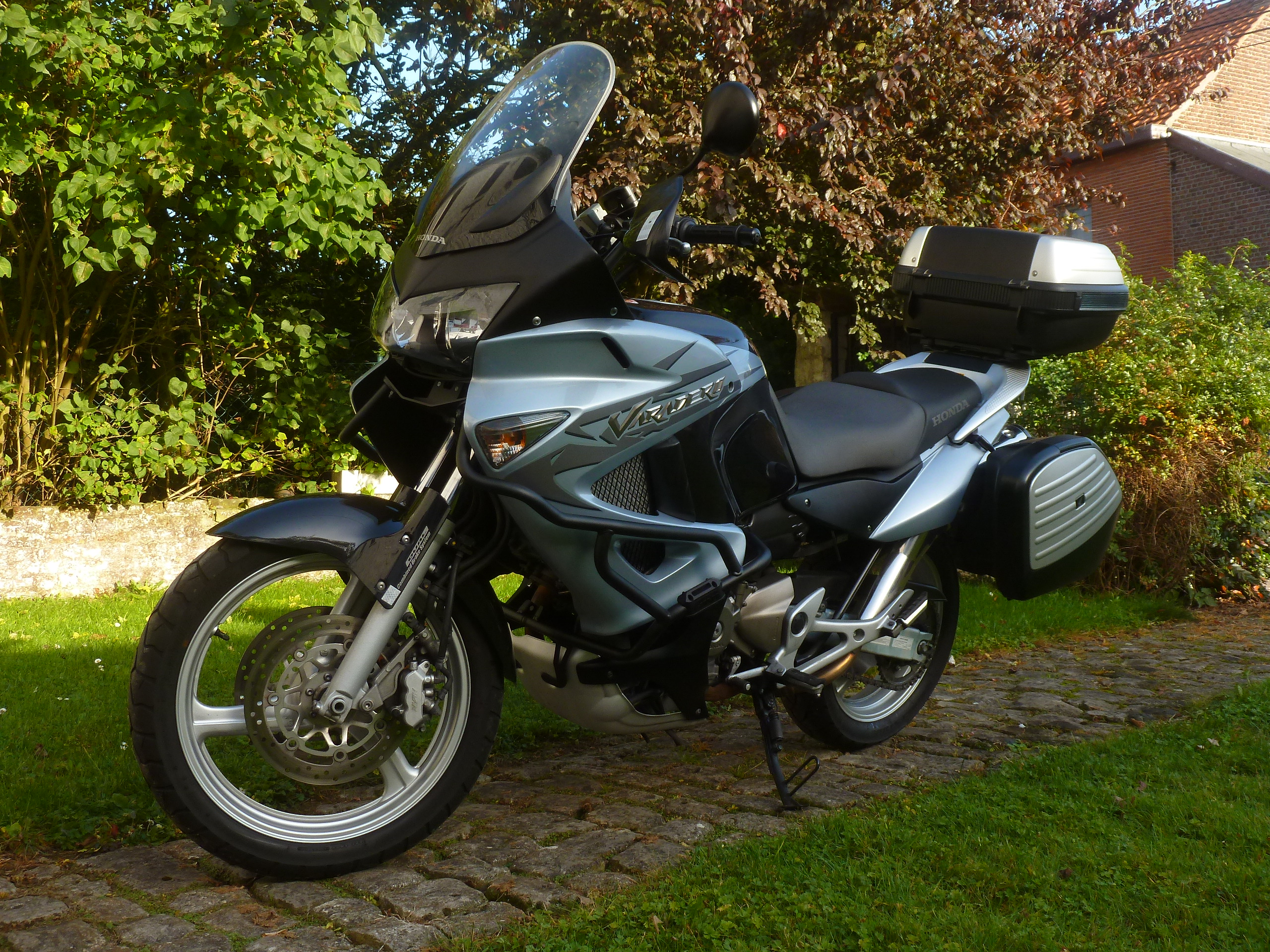
1000 Varadero modèle 2008.

En 2003, première refonte esthétique, tarage des suspensions différent, apparition de l'alimentation par injection et d'un sixième rapport de boîte de vitesses.
En 2007, refonte esthétique.